# Unión Bautista del Sur de África
La Unión Bautista del Sur de África (en inglés: Baptist Union of Southern Africa) es una asociación cristiana evangélica de iglesias bautistas que tiene su sede en Roodepoort (Johannesburgo), Sudáfrica. Ella está afiliada a la Alianza Bautista Mundial y la Evangelical Alliance of South Africa.

## Historia
La unión tiene sus orígenes en las primeras iglesias bautistas fundadas en Salem en Provincia Cabo Oriental y Grahamstown en 1823, por William Miller, un pastor bautista inglés. La Unión fue fundada en 1877 por cuatro iglesias de habla inglesa y una iglesia de habla alemana. La Sociedad Misionera Bautista de Sudáfrica se estableció en 1892. Según un censo de la asociación, en 2023 dijo que tenía 537 iglesias y 36,591 miembros.

## Escuelas
En 1951, la Unión estableció el Colegio Teológico Bautista de África del Sur ("Colegio Teológico Bautista de África del Sur") en Randburg y el Seminario Seminario Bautista de Ciudad del Cabo en 1974 en Ciudad del Cabo.

## Organización Misionera
La Convención tiene una organización misionera, Missions Board. 

## Programas sociales
Tiene una organización humanitaria, Deed of Love Ministry. 